# 亚历山大·萨姆索诺夫

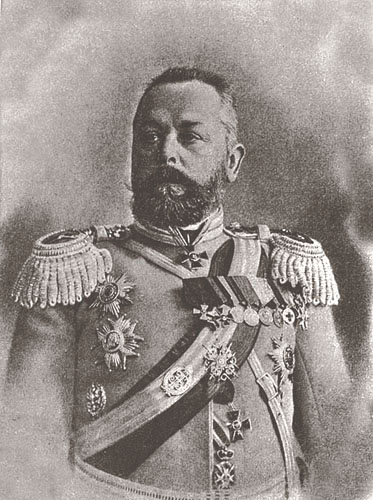
亞歷山大·萨姆索诺夫

亚历山大·瓦西里耶維奇·萨姆索诺夫（羅馬化：Aleksandr Vasilyevich Samsonov；1859年11月14日—1914年8月30日），俄罗斯帝国骑兵军官，参與過日俄战争和第一次世界大战。他出生在俄罗斯帝国赫尔松省（今乌克兰）。
在日俄战争，他指挥一支骑兵旅乌苏里江的西伯利亚哥萨克部队。通过这些战斗，他被誉为一位精力充沛和足智多谋的领袖，但是一些观察人士批评他的战略能力。
在第一次世界大战中，他指挥第二集团军突入东普鲁士（坦能堡戰役），由于与第一集团军领导倫寧坎普不和，两个集团军缺少联系，如同两个聋子，先後在坦能堡戰役與馬祖里湖戰役被兴登堡率领的德国第8軍團双双歼灭，莱宁坎普夫被擊退，而萨姆索诺夫在1914年8月30日在德国維爾巴克自杀。1916年，其遗体被德国人通过国际红十字会转交给他的遗孀。

## 勳章
- 四級聖安妮勳章 (1877)
- 三級聖斯坦尼斯勞斯勳章 (1880)
- 三級聖安妮勳章 (1885)
- 二級聖斯坦尼斯勞斯勳章 (1889)
- 二級聖安妮勳章 (1892)
- 四級聖弗拉基米爾勳章 (1896)
- 三級聖弗拉基米爾勳章 (1900)
- 一級帶劍飾聖斯坦尼斯勞斯勳章 (1904)
- 一級聖安妮勳章 (1905)
- 聖喬治金劍 (1906)
- 二級聖弗拉基米爾勳章 (1906)
- 四級聖喬治勳章 (1907)
- 帶劍飾白鷹勳章 (1909)
- 聖亞歷山大涅夫斯基勳章 (1913)